# Маурісіо Пельєгріно
Маурісіо Пельєгріно (ісп. Mauricio Pellegrino, нар. 5 жовтня 1971, Леонес) — аргентинський футболіст, що грав на позиції захисника, флангового півзахисника. По завершенні ігрової кар'єри — футбольний тренер.
Виступав, зокрема, за клуби «Велес Сарсфілд» та «Валенсія», а також національну збірну Аргентини.
Чотириразовий чемпіон Аргентини. Триразовий чемпіон Іспанії. Володар Суперкубка Іспанії з футболу. Володар Кубка Лібертадорес. Володар Міжконтинентального кубка. Переможець Рекопи Південної Америки. Володар Кубка УЄФА. 

## Клубна кар'єра
Народився 5 жовтня 1971 року. Вихованець юнацьких команд футбольних клубів «Сарм'єнто» та «Велес Сарсфілд».
У дорослому футболі дебютував 1990 року виступами за команду клубу «Велес Сарсфілд», в якій провів вісім сезонів, взявши участь у 186 матчах чемпіонату. Більшість часу, проведеного у складі «Велес Сарсфілда», був основним гравцем команди. За цей час чотири рази вигравав з клубом національний чемпіонат, також здобув декілька міжнародних клубних трофеїв.
З 1998 по 1999 рік грав у складі «Барселони», де відразу здобув довіру головного тренера Луї ван Гала і протягом сезону 1998/99 відіграв за каталонців понад 20 ігор чемпіонату, допомігши команді вибороти титул чемпіона Іспанії.
Проте найбільших успіхів у європейському футболі Маурісіо досяг з іншою іспанською командою, «Валенсією», до складу якої приєднався 1999 року. Загалом відіграв за валенсійський клуб шість сезонів своєї ігрової кар'єри. Граючи у складі «Валенсії» був ключовим гравцем основного складу. За цей час додав до переліку своїх трофеїв ще два титули чемпіона Іспанії, ставав володарем Кубка УЄФА. З Пельєгріно у складі «Валенсія» двічі поспіль доходила до фіналу Ліги чемпіонів УЄФА, проте обидва рази поступалася у вирішальному матчі. Причому у фіналі 2001 року, долю якого вирішували післяматчеві пенальті, саме Маурісіо став «антигероєм» матчу, не змігши реалізувати вирішальний 11-метровий удар у ворота «Баварії».
З приходом на тренерський місток «Валенсії» італійського спеціаліста Клаудіо Раньєрі Пельєгріно втратив місце у складі команди і на початку 2005 року отримав статус вільного агента. Тоді ж досвідченого футболіста запросив до своєї команди очільник «Ліверпуля» Рафаель Бенітес, який працював з ним свого часу у «Валенсії». Аргенинець уклав з «мерсісайдцями» контракт на півроку, протягом яких відіграв за англійську команду 12 матчів у чемпіонаті.
Завершив професійну ігрову кар'єру в аутсайдері іспанського елітного дивізіону, «Алавесі», за команду якого виступав протягом 2005—2006 років.

## Виступи за збірну
1997 року дебютував в офіційних матчах у складі національної збірної Аргентини. Того року провів за збірну 3 гри та став у її складі учасником розіграшу Кубка Америки, що проходив у Болівії. відтоді до лав збірної не залучався

## Кар'єра тренера

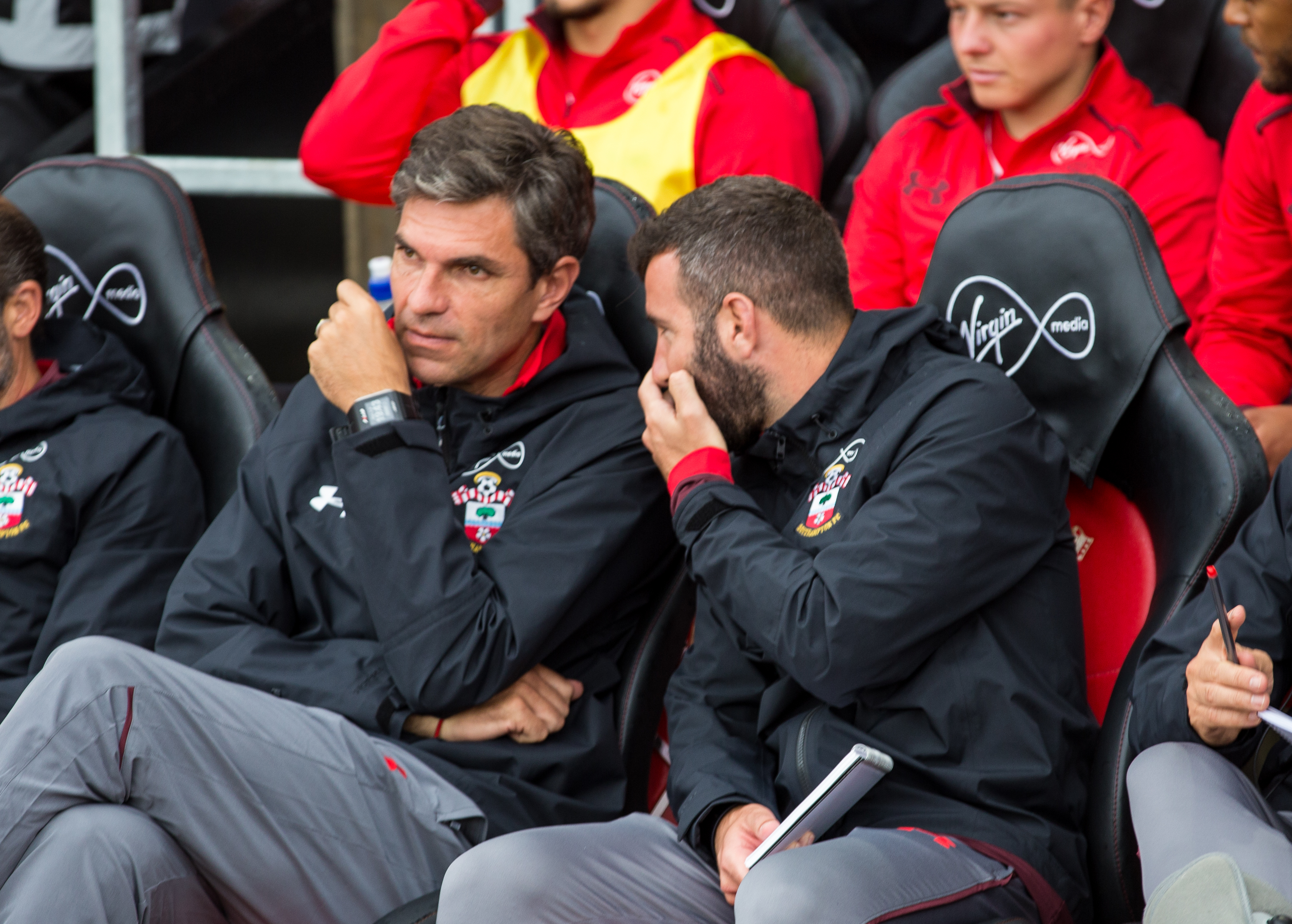
Пельєгріно на тренерській лаві «Саутгемптона» у 2017 році.

Розпочав тренерську кар'єру невдовзі по завершенні кар'єри гравця, 2008 року, ставши помічником Рафаеля Бенітеса у  тренерському штабі «Ліверпуля». 2010 року разом з Бенітесом перебрався до Італії, де нетривалий час пара працювали з «Інтернаціонале».
7 травня 2012 уклав свій перший контракт як головний тренер, ставши очільником «Валенсії». Контракт було розраховано на два роки, проте вже наприкінці 2012 року фахівець залишив клуб через незадовільні результати.
2013 року повернувся на батьківщину, де очолив тренерський штаб команди «Естудьянтес». Згодом, протягом 2105—2016 років працював там же з командою «Індепендьєнте».
Влітку 2016 року був запрошений до іспанського «Алавеса», в якому свого часу завершував ігрову кар'єру. Команда саме повернулася до Ла-Ліги і мала амбіції закріпитися в елітному іспанському дивізіоні. Вибір тренера виявився надзвичайно вдалим — сезон 2016/17 команда відразу ж після повернення до еліти завершила у верхній половині турнірної таблиці (9-те місце). Але найбільш вражаючими були успіхи «Алавеса» у тогорічному розіграші Кубка Іспанії — команда уперше в своїй історії сягнула фіналу змагання, в якому, утім, поступилася «Барселоні».
Успіхи аргентинця на чолі «Алавеса» привернули увагу керівництва англійського «Саутгемптона», яке запросило його до своєї команди, уклавши з ним трирічний контракт. Проте вже по ходу першого ж сезону роботи з англійською командою Маурісіо було звільнено 12 березня 2018 після того, як команда опинилася під загрозою пониження в класі, здобувши лише одну перемогу у 17 останніх матчах.

## Титули і досягнення
- Чемпіон Аргентини (4):

«Велес Сарсфілд»: Клаусура 1993, Апертура 1995, Апертура 1996, Клаусура 1998
- Чемпіон Іспанії (3):

«Барселона»: 1999
«Валенсія»: 2002, 2004
- Володар Суперкубка Іспанії з футболу (1):

«Валенсія»: 1999
- Володар Кубка Лібертадорес (1):

«Велес Сарсфілд»: 1994
- Володар Міжконтинентального кубка (1):

«Велес Сарсфілд»: 1994
- Володар Суперкубка Лібертадорес (1):

«Велес Сарсфілд»: 1996
- Переможець Рекопи Південної Америки (1):

«Велес Сарсфілд»: 1997
- Володар Кубка УЄФА (1):

«Валенсія»: 2004